# پارک ملی خنیفیس
پارک ملی خنیفیس (انگلیسی: Khenifiss National Park)، پارکی ملی در جنوب عرب مراکش در نزدیکی اخفنیر در سواحل اقیانوس اطلس و منطقه العیون–ساقیةالحمرا قرار گرفته. این پارک ملی در سال ۲۰۰۶ تأسیس شد از موقعیت جغرافیایی منطقه محافظت شود.